# Pjöngjanger Schülerpalast

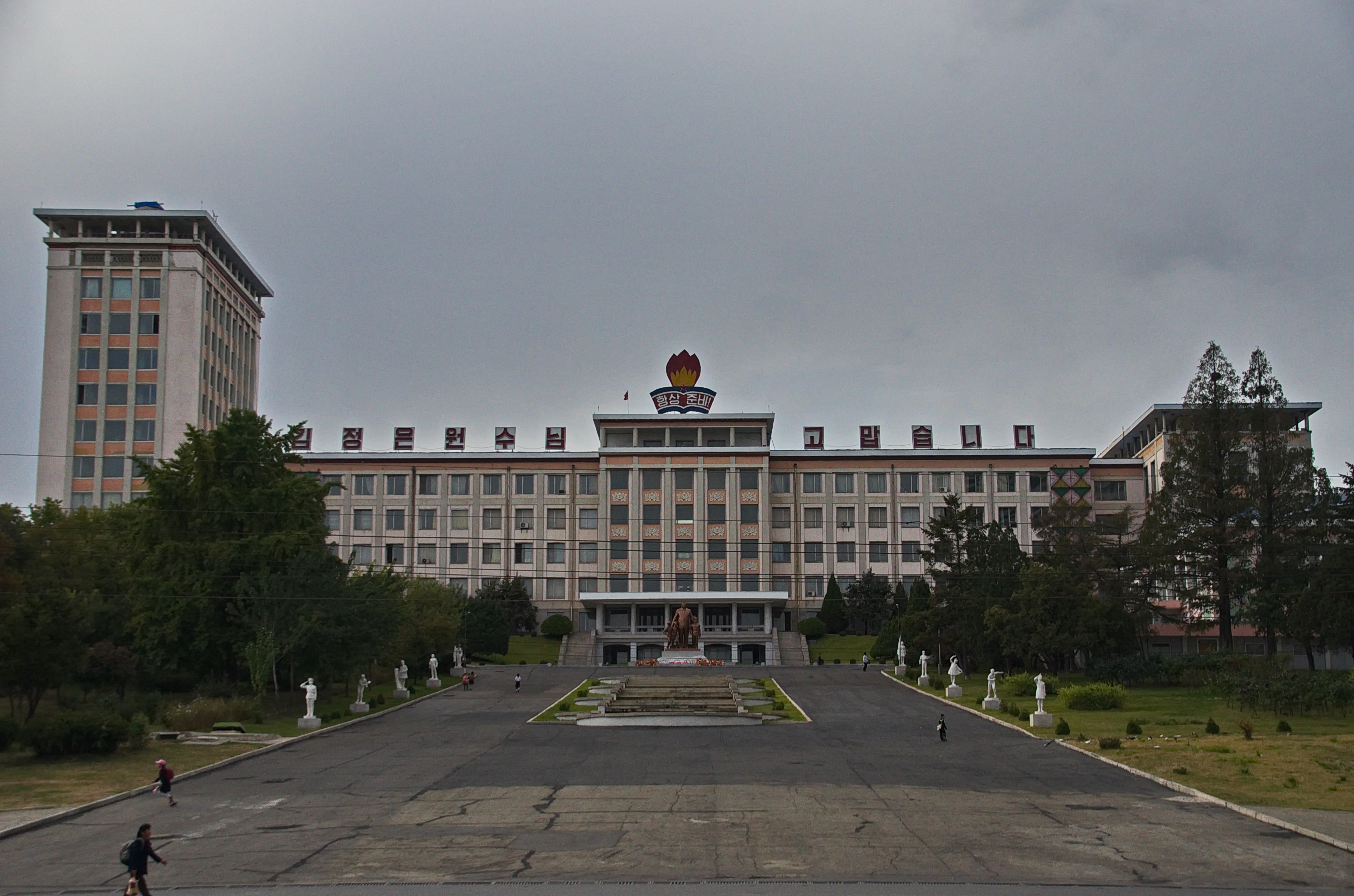
Pjöngjanger Schülerpalast

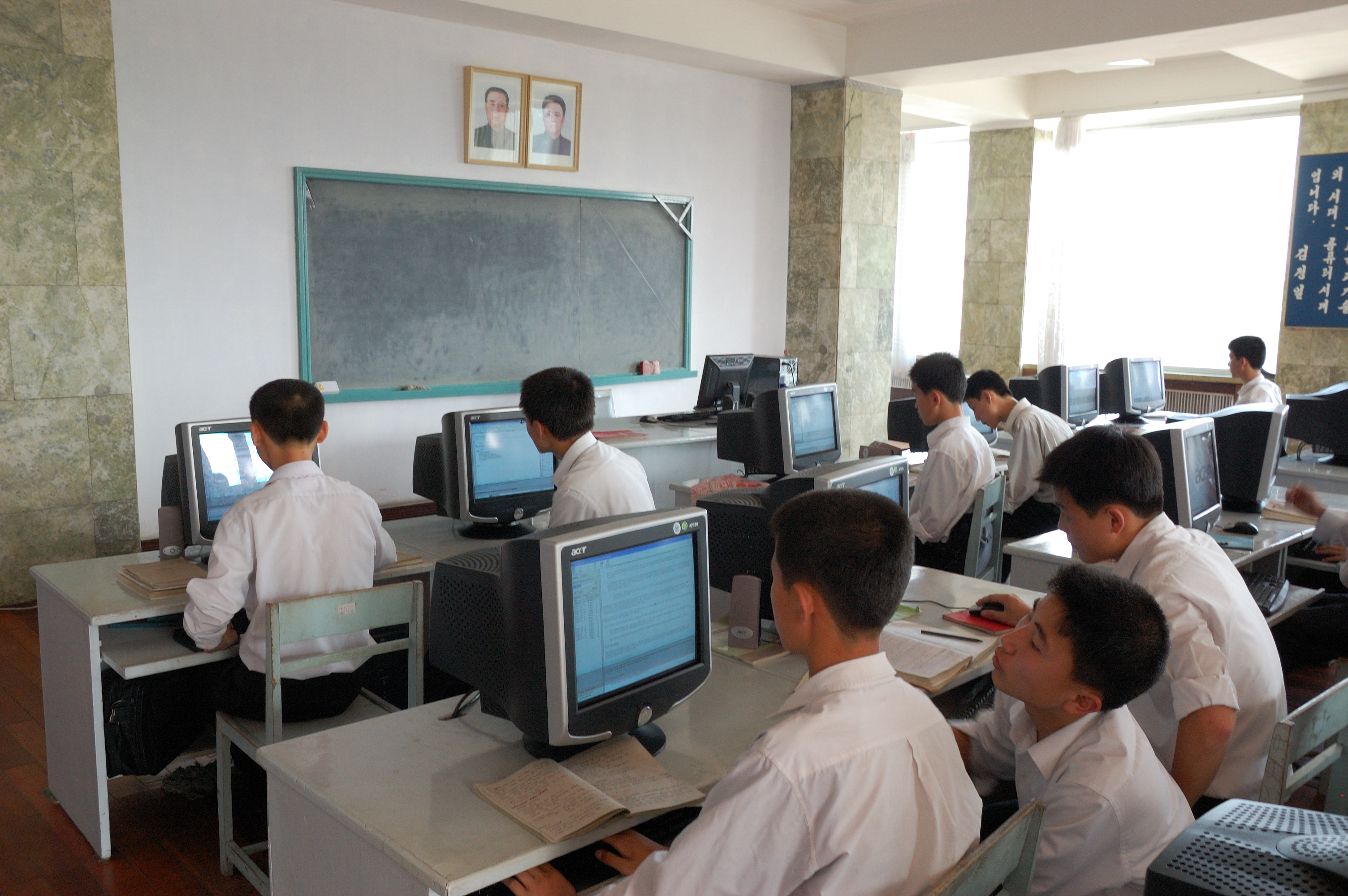
Klassenzimmer im Schülerpalast

Der Pjöngjanger Schülerpalast ist eine Erziehungs- und Bildungseinrichtung in der nordkoreanischen Hauptstadt Pjöngjang im Stadtbezirk Chung-guyŏk (Dong Jongro-dong) und die erste Schule, die in Pjöngjang nach dem Konzept der Schülerpaläste eingerichtet wurde. Er befindet sich auf dem Jangdae-Hügel, westlich der Sungri-Straße, und gehört zum Verwaltungsbezirk Jongro-dong. Neben Sport- und Kunsträumen beherbergt es zudem ein Gymnasium und bietet Platz für 4000 Kinder.

## Gebäude
Das Gebäude wurde am 30. September 1963 eröffnet und beinhaltet insgesamt über 500 Räume, darunter 200 Labore. Es besitzt zudem einen Lesesaal mit Platz für 200 Personen, eine Sporthalle und einen Theatersaal mit mindestens 1.000 Plätzen. In der hauseigenen Bibliothek stehen über 100.000 Medien zur Verfügung. Auf der zehnten Etage des Seitengebäudes befindet sich eine Sternwarte.
Vor dem Haupteingang befindet sich eine bronzene Statue, die den Präsidenten Kim Il-sung mit drei Kindern darstellt. Auf der Fassade sind über dem Haupteingang Reliefs in Form von Sommermagnolien, dem Nationalsymbol Koreas, angebracht. Das Gebäude umschließt einen begrünten Innenhof.